# Мефодий (Кусев)
Митрополи́т Мефо́дий (болг. Митрополит Методий, в миру То́дор (Тоде) Йо́вчев Ку́сев; около 1838 — 1 ноября 1922) — болгарский общественный и церковный деятель, один из лидеров движения за церковную независимость и национальное объединение болгарского народа. Будучи протосинкеллом Болгарской экзархии, приложил много усилий для утверждения на болгарскости в Македонии сразу же после Берлинского трактата. Как Старозагорский митрополит с 1896 по 1904 и с 1920 по 1922 год был выдающимся участником общественной жизни города, основателем парка «Аязмото». Автор многих статей и брошюр по церковным и национальным вопросам.

## Биография

### Ранние годы
Родился в сентябре 1838 или 1840 году в большом болгарском  городе Прилепе. Он шестой ребёнок в семье торговца табаком Йовче и его жена Екатерина. Родители Тодора умерли рано. Он и его братья и сестра были воспитаны и образованы жителями того же города. Его братья Гёрче и Константин развили широкую торговую деятельность и разбогатели.. Брат его Даме Кусев стал членом созданной в 1867 году революционной организации «Нэа Филики Этэрия». Его племянник, Георгий Кусев, стал известным болгарским промышленником.
Тодор получил начальное образование в своем родном городе в частной школе Костадина Дингова, а затем учился в греческой основной школе. Тодор Кусев принимал участие в организации цеховых объединений в городе, изгнание «грекоманов» (сторонников Константинопольского патриархата) из Церкви, и школы, и основания болгарского центра «Надежда» и воскресной школы в родном Прилепе в 1867 году. Кусев стал одним из лидеров болгарского церковного движения в Прилепе, будучи лидером партии молодых в Прилепской болгарской общине. При разделении с «грекоманами», которые в 1871 году построили себе новую церковь, Кусев заявил в своем выступлении в болгарской церкви: «Анафема да будет тому болгарину, который помог бы чем-либо для постройки греческой церкви, и который переступил бы её порог» (болг. Анатема да бъде на оня българин, който би помогнал с нещо за постройката на гръцката църква, и който би пристъпил прага ѝ).

### Участие в учреждении на Болгарской экзархии (1871—1873)
Кусев был делегатом от Пелагонийской епархии на Первом болгарском церковно-народном соборе в Константинополе в 1871 году. Ещё на третьем подготовительное заседании Кусев обосновал право делегатов от епархий в Македонии и Фракии, не упомянутых в фирмане об основании Болгарской экзархии, участвовать в соборе. По словам Кусева, македонские болгары с самого начала были вовлечены в болгарскую церковную борьбу и имеют право голоса в вопросе устройства Экзархата, в который они войдут:

Как не принять их сейчас, когда они пришли? Может, выгоним их? Нет! Народ нас похвалит. Они болгары, поэтому мы должны принять их. Само то, что они пришли показывает, что они болгары, и что они хотят быть болгарами; если кто-то скажет нам, что они не болгары, скажем так: вот они для них.
Оригинальный текст (болг.)Как да не ги приемеш сега като са дошли? Да ги изпъдим ли? Не! Народът ще ни похвали. Те са българи, затова трябва да ги приемем. Самото им дохождане показва, че са българи, и че искат да са българи; ако ни каже някой, че не са българи, ний ще кажем: ето ги, на ги.

Речи Кусева и Гаврила Крыстевича побудили большинство участников собора одобрить принятие всех выбранных от народа представителей не упомянутых в фирмане епархий.
Кусев участвовал в комиссии собора, которая внесла изменения в границы экзархийских епархий. Он занимался разработкой правил порядка и управления Прилепской болгарской церковной общины, приводил в порядок архив, организовал выбор руководства и ведение протокольной книги. 16 февраля 1872 года участвовал в избрании первого болгарского экзарха Анфима (Чалыкова). Затем Кусев с 1872 по 1873 год преподавал в болгарской школе в Константинополе. Вошёл в Экзархийский совет, учреждённый в декабре 1873 года вместо расформированного церковно-народного собора.
Кусев упорно трудился над внедрением 10-й статьи фирмана об Экзархии и отправкой болгарского митрополита в Пелагонийскую епархию, которая по-прежнему считалась местными властями принадлежащей Константинопольскому Патриархату. Своих действия перед османским правительством мотивировал крупными злоупотреблениями в епархии. Вместе с Найденом Геровым посещает великого визиря, который вследствие разрешает екзарху подать такрир (официальное обращение). В результате действий Кусева Высокая Порта приказывают губернатору в Битоле считаться с болгарской церковной иерархией и теми, кто её представляет, и стараться, «чтобы болгары были весьма удовлетворены и были отцовски защищены от издевательств и других поступков [Константинопольского] Патриархата».

### Вклад в национально-освободительную борьбу (1876—1879)
4 апреля 1873 года по настоянию экзарха Анфима Тодор Кусев в болгарской церкви святого Стефана в Константинополе митрополитом Пелагонийскм Евстафием (Кольовым) был пострижен в монашество с наречением имени Мефодий. Вскоре после этого Мефодий стал иеромонахом в Пловдиве. 24 ноября того же года возведён в сан архимандрита и был назначен протосинкеллом Пловдивской митрополии. На этой должности он оставался до 1880 года. Мефодий описывает в своих неизданных «Воспоминаниях болгарского возрождения» свое пребывание в Пловдиве и события этого периода. Находясь в Пловдиве, архимандрит Мефодий организовал хозяйственную жизнь епархии со созданием кассы взаимопомощи в противовес ростовщичеству.
Во время Апрельского восстания архимандрит Мефодий выступает перед турецкими властями в защиту восстающих деревень и предотвращает вторую резню в Перуштице. Вместе с митрополитом Пловдивским Панаретом (Мишайковым), епископом Левкийским Гервасием (Георгиевым) и диаконом Максимом (Пеловым) собирает сведения о издевательствах над болгарским христианским населением при подавлении восстания, и переправляет их тайно в Константинополь в мае 1876 года. Во главе созданной Экзархатом «Народной комиссии» (в которую входят ещё Константин Величков, Георгий Тишев, Стефан Панаретов и Иван Славейков), архимандрит Мефодий передаёт собранные доказательства дипломатическими представительствам и корреспондентам европейских газет в османской столице. Результатом этого является статья Эдвина Пирса от 23 июня в оппозиционной лондонской газете «The Daily News» о зверствах в отношении болгар, за которой следует Константинопольская конференция великих держав.
Мефодий был инициатором письма экхарха Анфима I митрополиту Санкт-Петербургскому Исидору (Никольскому), на котором российский император Александр II 12 августа 1876 года собственноручно написал как резолюцию «Болгария должна быть свободной!». В качестве посредника между Экзархией и болгарских делегатов перед Великими державами, в конце августа Мефодий (Кусев) убеждает Марко Балабанова и Драгана Цанкова «требовать обязательно автономии … Болгарии с Южной (Фракия) и Западной (Македония) Болгарией».
Народная комиссия, возглавляемая Мефодием (Кусевым), является основой проекта устройства будущей болгарской автономной области, которая представлена вместе с картой и этнографической статистикой доверенных лиц крупных европейских государств на Константинопольской конференции (23 декабря 1876-20 января 1877 г.). Мефодий (Кусев) и Георги Груев возглавляют сбор и обработку статистических сведений, которые были опубликованы как приложение к выходившему в Константинополе франкоязычному журналу «Le Courrier d'Orient», а позже и в виде отдельной брошюры, под названием «Этнография вилаетов Адрианополь, Манастир и Салоники». Содействует демонстративному отсутствию экзарха Антфма I на официальном дипломатическом приёме в Высокой Порте по случаю новой турецкой конституции, чем выражалось несогласие болгар с половинчатыми реформами в Османской империи. В тайных письмах в Пловдив, Сливен и Стара-Загору он призывал болгар не подписывать «благодарственные адреса», собранные османскими властями в поддержку новой конституции, которая противоречила проекту болгарской автономии.
24 апреля 1877 года архимандрит Мефодий принял участие в избрании нового болгарского экзарха Иосифа I, на место изгнанного властями Анфима (Чалыкова).
Под давлением османских властей, в апреле 1877 года архимандрит Мефодий отправился из Константинополя в Россию. В начавшуюся в то же время русско-турецкую войну поступил на службу российскому командованию в Северной Болгарии. Консультировал организатора гражданской администрации князь Владимира Черкасского о болгаро-греческих отношениях. В Тырнове архимандрит Мефодий организует размещение беженцев и произносит проповеди против спекулянтов и мародёров. После Одринского перемирия (31 января 1878) он выступал перед российским властям в защиту этнической и территориальной целостности Болгарии.
Архимандрит Мефодий участвует в сопротивлении Берлинскому договору в качестве одного из руководителей Пловдивского комитета «Единство», который боролся за немедленное соединение Восточной Румелии и Княжества Болгария и помогал Кресненско-Разложскому восстанию деньгами и добровольцами.

### Усилия по укреплению Экзархии и болгарских школ в Македонии (1879—1886)
После Берлинского договора Россия решила перенести штаб-квартиру Болгарской Экзархии из Константинополя на освобождённые земли. По приказу князя Дондукова-Корсакова экзарх Иосиф отправился в Пловдив, поставив под сомнение болгарские церковные и образовательные учреждения в оставшейся под властью Османской империи Македонии. Летом 1879 года архимандрит Мефодий отправился в Константинополь, чтобы противодействовать российским намерениям. По его инициативе местные болгары призывают к возвращению экзарха и угрожают, что в противном случае македонское население будет искать унию с католической церковью. Угроза была адресована не к экзарху, а к российской дипломатии с целью предотвращения усиления греческого Константинпольского патриархата в Македонии и Адрианопольском вилайете. Посланники Мефодия получили согласие папского викария епископа Паоло Брунони на установление унии на условиях 1860 года. В этом контексте архимандрит также встречается с австрийским послом графом Ференцем Зичи.
В результате этих поступков и личного ультиматума Мефодия в январе 1880 года экзарх Иосиф вернулся в Константинополь с согласия России. Сразу после этого инициатива по унии была прекращена. Мефодий был назначен протосинкеллом Болгарской экзархии — должность, которую он занимал в течение следующих шести лет. С 1881 по 1883 год, в то время как экзарх находился на лечении за рубежом, Мефодий был временно управляющим Болгарским экзархатом. В этом качестве он убеждает российскую дипломатию не искать отмены схизмы 1872 года и таким образом предотвращает возвращение Болгар в юрисдикцию Константинопольского патриархата.
Как заместитель экзарха архимандрит Мефодий берет на себя церковно-просветительскую работу в Македонии и Адрианопольском вилайете. По словам Божила Райнова:

три года после освобождения экзарх жил в васальном княжестве Болгарии. Организация церквей, школ и общин было оставлено экзархийскому протосинкеллу, который, к большому счастью Болгар, был архимандрит Мефодий. Он начал работать в качестве экзархического наместника для признания церковных общин, чьи функции были приостановлены во время Русско-турецкой войны. Благодаря своей просветительской деятельности Мефодий был первым организатором учебного дела в Турции и являлся негласным министром просвещения в Македонии… Вся Македония покрылась школами… За короткое время, в течение двух-трёх лет был такой подъём в учебном деле, что удивлялись и иностранцы … Все это связано с владыкой Мефодием Кусевым.
Оригинальный текст (болг.)(в) трите години след Освобождението екзархът живееше във васалното на султана Княжество България. Уреждането на черкви, училища и общини остави на екзархийския протосингел, който за голямо щастие на българите беше архимандрит Методий. Той започва да работи като екзархийски наместник за припознаване на църковните общини, чиито функции бяха суспендирани през време на Руско-турската война. Със своята просветна дейност Методий е пръв организатор на учебното дело в Турция и се налага като негласен министър на просветата в Македония ... Цяла Македония се покри с училища ... За малко време, в две-три години даде се такъв подем на учебното дело, че се зачудиха и чужденците ... Всичко това се дължи на дядо Методий Кусев

В Салониках экзархшему протосинкеллу помогали Наум Спространов, назначенный с его помощью переводчиком в российское консульство, и Косьма Пречистанский, избранный по его рекомендации председателем Солунской болгарской общины. Вопреки Кузману Шапкареву, который настаивал на открытии гимназии в Салониках, архимандрит Мефодий предлагает, чтобы учебный центр Македонии располагался в его географическом центре — городе Прилепе, который славится своим активным болгарским населением. В 1881 году Мефодий и секретарь Экзархии Добри Ганчев решили создать гимназию в Прилепе. Их намерение было сорвано Шапкаревым, который удерживал уведомльные письма к Прилепской общине и убедил руководство Экзархии выбрать Салоники. Солунская болгарская мужская гимназия была официально основана в октябре 1881 года, а в следующем году была торжественно освящена архимандритом Мефодием.

### Богословско образование (1886—1892)
В 1886 году архимандрит Мефодий отправился учиться в Россию в качестве стипендиата Троянского Богородице-Успенского монастыря. До 1888 он учился в Киевской духовной семинарии, а затем до 1892 года — в Санкт-Петербургской духовной академии. 7 октября того же года стал ректором вновь созданной Цареградской духовной семинарии. Он оставался на посту до начала 1894 года.

### Деятельность во главе Старозагорской епархии (1894—1922)
В 1894 году архимандрит Мефодий был назначен временным управляющим новой Старозагорской епархией. 24 апреля того же года он был хиротонисан во епископа Величского, а позже в том же году был возведён в митрополичий сан. 14 июля 1896 года был избран первым болгарским митрополитом Старозагорским полным большинством Священного Синода.
Как Старозагорский митрополит Мефодий постоянно занимался благоустройством своей епархии. 28 февраля 1895 года Мефодий Старозагорский посадил первые саженцы красивого парка «Аязмото», основав лесопарк имя святого князя Бориса-Михаила («Аязмото»). Два месяца спустя он заложил фундамент церкви святого Феодора Тирона. В 1896 году основал Старозагорский благотворительный комитет святого Иоанна Милостивого, во главе которого оставался до своей смерти.
Митрополит Мефодий участвует в ряде патриотических инициатив. В 1895 году вместе с Илиёй Георговым, Георгием Павличевым и Георгием Капчевым вступил в делегацию, которая от имени Македонского комитета в Плоешти просила российское правительство о содействии в реализации обещанных Берлинским конгрессом реформ в Македонии. В 1898 году он организовал празднование 30-летия смерти Хаджи Димитра и его отряда на горе Бузлуджа. Он закладывает и освящает основание будущего памятника и часовни на лобном месте четников. В 1902 году митрополит Мефодий выступал против планов того, чтобы Шипкинский монастырь был освящен только русскими священнослужителями и освятил храм-памятник Рождества Христова на Шипке.
Митрополит Мефодий развил широкую антисоциалистическую деятельность в своей епархии. Он пытался дискредитировать учителей-социалистов, обвиняя их в антиболгарских действиях. В 1899 году был ответственным редактором выходящего в Стара-Загоре газеты «Отбрана» (оборона), которая воевала с безбожие и социализм, а также отличалась антисемитизмом. В 1901 году местный социалист Иван Кутев ответил антиклерикальной брошюрой «Владыка Мефодий Кусевич перед общественным судом» и начал публикацию газеты «Временный лист» с агитацией против митрополита Мефодия. Недовольный реакцией церковного правления, в период с 1904 по 1920 год митрополит Мефодий возглавил более 20 уголовных дел против Ивана Кутева, Николая Габровского, Георгия Бакалова, Евтима Дабева и других социалистов. Большинство дел закончились неудачей для митрополита, но он не сдался и написал ряд протестных писем Священному Синоду, Министерству иностранных дел и исповеданий и другим учреждениям.
Миторполит Мефодий вёл активную борьбу и с появившейся в его епархии католической пропагандой. В 1899 году он опубликовал свою брошюру «Попытки католической пропаганды в Ст. Загоре», в которой доказывал, что болгарскость и православие связаны, то есть истинные болгары могут быть только православными.
В 1904 году при спорных и невыясненных мотивах Священный Синод отстранил митрополита Мефодия от управления Старозагорской епархией. Это происходит после конфликта с князем Фердинандом в связи с устроением «Аязмото». Фердинанд неверно истолковал просьбу митрополита о финансовой помощи и попросил парк для себя. После того, как Мефодий ему отказал на том основании, что парк был сделан для народа, князь и правительство побудили группу священников подать жалобу в Синод о злоупотреблениях митрополита, связанных с парком. Под давлением Синод лишает Мефодий административных прав в епархии, не назначая нового митрополита.
Однако митрополит Мефодий и царь Фердинанд сохранили тесные отношения. Во время войн Болгарии за национальное объединение с 1912 по 1918 год они поддерживали объёмную конфиденциальную переписку, в которой митрополит давал рекомендации Фердинанду касаемо военных действиях и государственных делах.
После Первой мировой войны Мефодий Кусев пытался воздействовать на победителей, добиваясь справедливого мира. 14 марта 1919 года он обратился к президенту США Вудро Вильсону с призывом не допускать окончательно отделения Македонии и Добруджи от Болгарии в будущем мирном договоре.
Митрополит Мефодий скончался в своём доме 1 ноября 1922 года, ровно через два года после его Синодальной реабилитации. Он похоронен в Старой Загоре, в парке «Аязмото», недалеко от церкви святого Феодора Тирона.

## Социально-этические и политические взгляды
В 1895 году опубликовал в Казанлыке свой труд «Воспитание в духе христианства или безбожия», в котором он указывает, что воспитание и образование играют центральную роль в формировании человека, со своей стороны воспитание — это процесс, который развивается и продолжается постоянно. В брошюре митрополит Мефодий защищает положительные эффекты религиозного воспитания и ведёт острую полемику с социалистами. По словам Мефодия, определяющее значение для поддержания справедливого общества не имеет конкретной формы государственного управления, а высокая нравственность и вера отдельных граждан. Также право собственности является неоспоримой частью жизни человека. В своей критике социализма он определяет как наибольшее зло для современного человека распространение атеистических представлений. По его словам, материалистическое отношение к жизни ведёт к разрушению и превращает безбожный социализм в «сеятель разврата, поразитель морали, враг общественного благосостояния и подрыватель основания государственного могущества».
Высказал своё мнение о том, что атеистическое воспитание создаёт продажную и тираническую интеллигенцию. По его словам, повышение авторитета отдельного человека должно быть конечной целью воспитания в отличие от социалистических идей превращения людей в однородную массу и пролетариат.
После занятия большей части Македонии Сербией и Грецией во время Балканской войны в 1912 году Мефодий Кусев издал в Чирпане книгу «Македония среди своих жителей только сербов не имеет». В основе книги лежит дискуссия о характере македонского населения, которую Кусев провёл в январе 1890 года в Санкт-Петербурге с сербским дипломатом Джордже Симичем. Согласно болгарским источникам, Мефодий так убедительно отклонил сербские претензии перед членами Российского Имперского географического общества, что вызвал отставку будущего премьер-министра Сербии от должности посла в России. Почти четверть века спустя тезисы этого диспута были дополнены в книге этнографическими, историческими и географическими аргументами о присоединении Западной Македонии к Болгарии. В ней обосновывалась болгарскость славянского населения Македонии и осуждалось «угнетающие и отвратительние поведение» новых сербских властей в Вардарской Македонии, которые стремились объявить македонских болгар сербами. По словам митрополита Мефодия, и «прежде чем была Экзархия, до начала возрождения болгар славянское население в Македонии называлось болгарами … [и, следовательно,] и Западной Македонии требуется присоединиться к Болгарии».
После разгрома в Болгарии в Межсоюзнической войне в 1913 году, в 1914 году митрополит Мефодий издал книгу «Погром Болгарии. Виновник», в котором обвиняет российскую политику в «первой национальной катастрофе». Пред знакомыми упрекает и болгарских политиков, которые напрасно верят в русскую поддержку.
В 1915 году заявил Петру Карчеву: «Я был русофилом с детства, но я всегда понимал, что не всегда российские интересы совпадали с нашими, болгарскими. Нам нужно, чтобы наши политики понимали эти вещи, и если они хорошо их понимают, им никогда не будет грустно, когда они увидят, что мы не получили поддержки от России. Если бы наши политики хорошо понимали, что естественно в какой-то момент проявлять различия в наших интересах с этой великой страной, они не ожидали бы её поддержки, они бы своевременно приняли меры и не подталкивали свою страну к несчастью»

## Оценки
Экзарх Иосиф (Йовчев) учитывает заслуги Мефодия в учебном деле в Македонии, но обвиняет его в том, что со своей «буйностью … и щедростью на растраты» настроил против себя политиков в Софии и Пловдиве и что он пытается возглавить саму Экзархию. 25 октября 1884 года экзарх записал в своем дневнике следующий итог: «он доказал, что поставленный под командование, он со своей ловкостью и энергией, полезен, но сам по себе он совершает много ошибок и не имеет серьёзности и умения, чтобы играть ту роль, к которой он стремится».
Добри Ганчев написал о митрополите Мефордие: «Неумолимый этот Мефодий. Ни перед чем не останавливается, когда речь идёт об общем деле … Сила воли у Мефодия из стали. Неутомимая, никаких препятствия не останавливают её. Даже здравый смысл. В глазах остепененных людей он кажется безумцем … Патриотизм в Мефодии переходит границы разума. Является ли его любовь к Македонии народным фанатизмом? Поиск Болгар в Албании, в Эпире, в Призренских землях. Село болгарское не должно оставаться за пределами родной церкви. Жесток до изуверства и к религиозным и народным противникам, рубашку со спины даёт тем, кто протягивает руку к нему… В моих глазах Мефодий Кусевич — фанатик средневекового типа. Таковы и большинство его современников-македонцев. Они умерли в невыносимой борьбе. Вместе с этим они погубили Болгарию».
Характеризуя его деятельность после Берлинского договора и Кресненско-Разложского восстания, патриарх Болгарский Кирилл высоко оценивает вклад Мефодия в дело сохранения Экзархии с центром в Константинополе, как защитника болгарского населения в Османской империи: «Этот очень смелый и предприимчивый прилепчанин не позволял событиям опередить его, но хотел создать их сам, зная… политическое положение в Македонии, при котором можно было ожидать не только противодействия со стороны турок и греков, но и дезориентации со стороны самого болгарского населения <…> Болгарское население Македонии подверглось тяжкому гонению, тюрьмы были полны, а большие группы македонских ссыльных уже находились в Анатолии. Архимандрит Мефодий понял, что в такой обстановке необходимо действовать быстро решительно и создавать факты, с которыми турецкое правительство, несмотря ни на что, не могло бы совсем легко справиться».
Племянник Мефодия Владимир Кусев, председатель Национального комитета Союза македонских братств и член-основатель Македонского научного института, который опубликовал биографию митрополита в журнале «Македонски преглед» («Македонский обзор»).
Димитр Талев увековечил молодого Тодора Кусева в своём романе «Железный светильник» под именем Лазара Глаушева, где описывается реальное событие восстания, которое Кусев поднял ещё в юности против греческих священников в Прилепе.
Именем Мефодия (Кусева) назван мужской камерный хор «Митрополит Мефодий Кусев», созданный в Стара-Загоре в 1989 году, и бульвар в города Стара-Загора, где также возведён его памятник. Парк «Аязмото» был переименован в его честь. За свои заслуги перед городом и его гражданами, в конце 2000 года митрополит Мефодий был награждён посмертно клубом «Открытое общество» званием «личность тысячелетия».